# Distrito de Jingzhou
Jingzhou léase Jíng-Zhóu (en chino:荆州市, pinyin:Jīngzhōu qū) es un distrito urbano bajo la administración directa de la ciudad-prefectura de Jingzhou. Se ubica al este de la provincia de Hubei , sur de la República Popular China. Su área es de 1046 km² y su población total para 2010 fue de +500 mil habitantes.

## Administración
El distrito de Jingzhou se divide en 10 pueblos que se administran en 3 subdistritos y 7 poblados.